# Жераш-ду-Міню
Жераш-ду-Міню (порт. Geraz do Minho; МФА: [ʒɨ.ˈɾaʒ du ˈmi.ɲu]) — парафія в Португалії, у муніципалітеті Повуа-де-Ланьозу. Розташована в північно-західній частині країни, на теренах історичної португальської провінції Дору-Міню. Входить до складу округу Брага. За адміністративним поділом, чинним до 1976 року, терени парафії були складовою провінції Міню. Належить до Бразької архідіоцезії Католицької церкви. Патрон — святий Стефан. Площа — 4,8433 км². Населення — 546 ос. (2011). Слабо урбанізований регіон. Густота населення — 112,73 осіб/км²
. Код — 030914.

## Населення
| Кількість мешканців | Кількість мешканців | Кількість мешканців | Кількість мешканців | Кількість мешканців | Кількість мешканців | Кількість мешканців | Кількість мешканців | Кількість мешканців | Кількість мешканців | Кількість мешканців | Кількість мешканців | Кількість мешканців | Кількість мешканців | Кількість мешканців |
| ------------------- | ------------------- | ------------------- | ------------------- | ------------------- | ------------------- | ------------------- | ------------------- | ------------------- | ------------------- | ------------------- | ------------------- | ------------------- | ------------------- | ------------------- |
| 1864                | 1878                | 1890                | 1900                | 1911                | 1920                | 1930                | 1940                | 1950                | 1960                | 1970                | 1981                | 1991                | 2001                | 2011                |
| 645                 | 628                 | 620                 | 658                 | 687                 | 651                 | 745                 | 680                 | 732                 | 677                 | 552                 | 561                 | 596                 | 548                 | 521                 |